# Ишед
Ишед — священное дерево жизни (сикомор) в религиозных представлениях древних египтян. На его листочках Тот и Сешат записывают годы правления фараона, и таким образом защищают во время его владычества. Тема священного дерева Ишед была особо популярна во время Ремессидиви.
Великий кит Иуну[кто?] защищает дерево от змея Апопа. Есть легенда, которая рассказывает о Ра, однажды утром после победы над своим врагом — Апопом, разрубил дерево Ишед на две части. Египтяне видели в этой легенде метафору для открытия ворот горизонта и захода солнца в обновленный мир.